# Iso-Kuusinen
Pour les articles homonymes, voir Kuusinen.
Iso-Kuusinen et Vähä-Kuusinen sont deux îles de l'archipel finlandais.
Iso-Kuusinen est à Naantali et Vähä-Kuusinen à Parainen en Finlande.

## Géographie
Iso-Kuusinen est relié à la petite ile de Vähä-Kuusinen par un isthme. 
Vähä-Kuusinen fait entièrement partie de Parainen et la limite communale entre Naantali et Parainen passe au milieu de l'isthme. 
La superficie d'Iso-Kuusinen est d'environ 1,25 km2 et celle de Vähä-Kuusinen d'environ 0,58 km2, soit un total de 1,83 km2.
Le point culminant des îles est à 41 mètres d'altitude,.
Le point culminant de l'île est à 40 mètres d'altitude.
Vähä-Kuusinen est nettement plus rocheuses et son point culminant est de 37,5 mètres.
Iso-Kuusinen et Vähä-Kuusinen sont reliées par un isthme couvert de pins, avec une plage de sable naturelle des deux côtés.
L'isthme mesure environ 100 mètres de long et 70 mètres à son point le plus étroit.
La partie de l'isthme appartenant à Naantali et le reste de la partie nord-ouest d'Iso-Kuusinen font partie du programme de protection des plages.
D'autre part, 8,8 hectares d'Iso-Kuusinen font partie de la zone Natura 2000 de l'archipel de Pakinainen (FI0200065),.
En 2014, la réserve naturelle de l'archipel de Pakinainen a été créée sur des terres domaniales, dont environ 19 hectares se trouvent à Iso-Kuusinen.

### Articlesconnexes
- Liste d'îles de Finlande